# Kristian Bing
Kristian Magdalon Bing, född 30 maj 1862 i Bergen, död där 6 juli 1935, var en norsk  jurist och bergsbestigare.
Kristian Bing var overretssagfører i sin hemstad, medstiftare (1890) av Bergens turistforening och redaktör av de första årgångarna av dess årsbok; han skrev också stadens guttekorpsers historia: Guttekorpserne i Bergen (1889), Dræggens buekorps (1906).
Han är också känd för att 1910 ha upptäckt hällristningarna i Vingen.